# 類鼻疽
類鼻疽（melioidosis）是由類鼻疽伯克氏菌造成的人畜共患的地方性传染病，主要通过直接接触含致病菌的水或土壤引起，例如接触伤口，饮用污染的水，或经由呼吸道感染。虽然人群普遍易感，但是人傳人的例子很少。
类鼻疽伯克霍尔德菌感染可表现为潜伏感染（latent infection），或是慢性局部感染 （chronic and localized infection），受害器官发生化脓性炎症和特异性肉芽肿结节。最常见的类型为肺炎类鼻疽，也可导致败血症、多发性肝脓肿，慢性患者可有类似空洞型肺结核表现。由于常造成临床诊断的困难，因而有“伟大模仿者”之称。
类鼻疽伯克氏菌基因组中包括两个复制子：1号染色体编码管家基因，包括细胞壁合成，移动性和代谢。2号染色体编码细菌适应各种环境的功能基因。
1911年，Alfred Whitmore在緬甸首都仰光報導了世界首例類鼻疽病例。
2022年，香港深水埗爆發了類鼻疽疫情。

## 外部連結
- 台灣行政院衛生署疾病管制局--類鼻疽